# St. Stephani (Osterwieck)

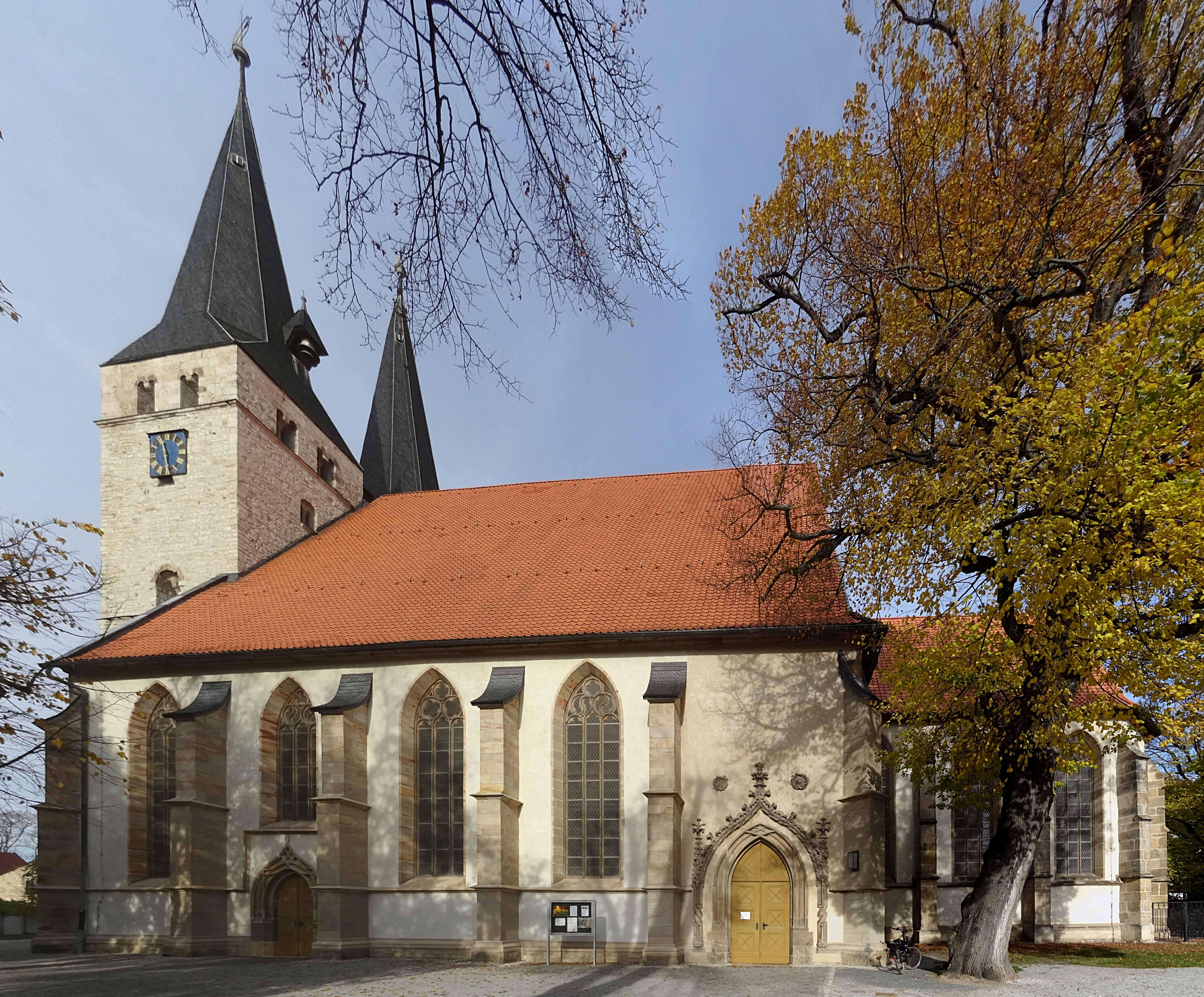
St. Stephani Osterwieck

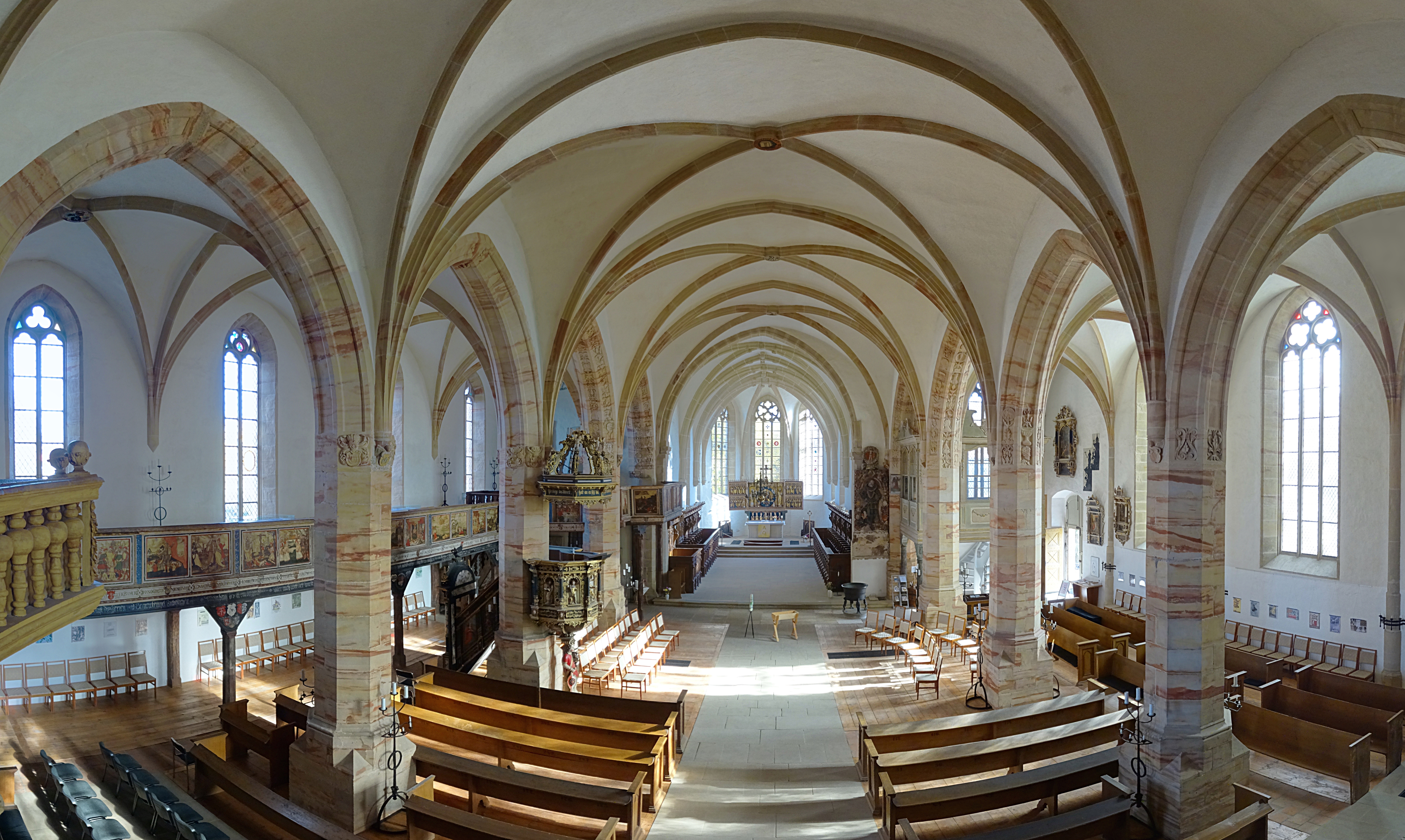
Innenraum-Panorama

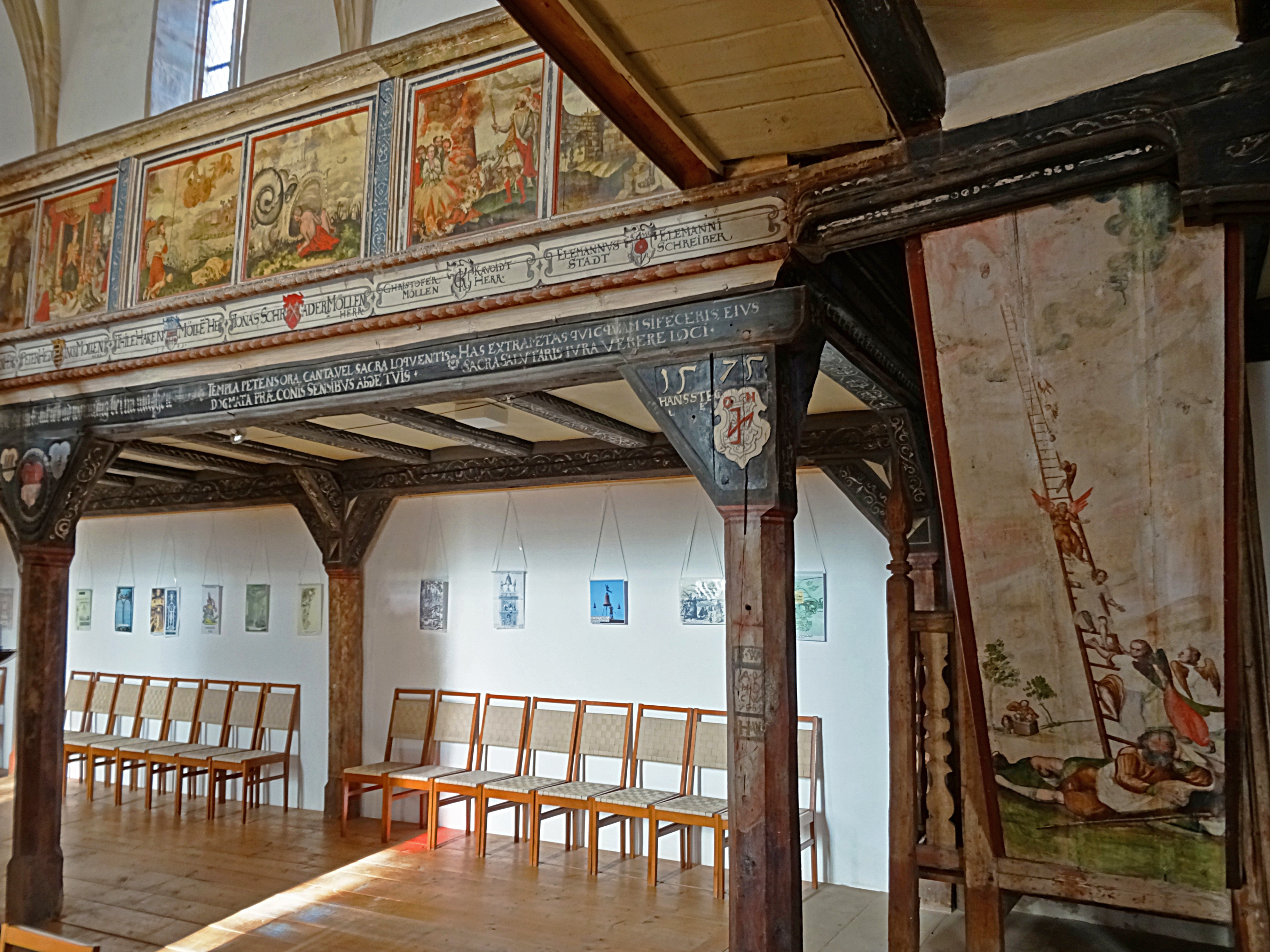
Himmelsleiter und Emporen-Bemalung

Die Kirche St. Stephani in Osterwieck (Sachsen-Anhalt) ist ein Denkmal der christlichen Mission im Nordharzer Raum, der Romanik und der Spätgotik, des frühen protestantischen Kirchenbaus – und der Wiedervereinigung Deutschlands nach 1989.
Die heutige Kirche steht am Ort des 780 gegründeten ersten karolingischen Missionszentrums Seligenstadt im späteren Bistum Halberstadt. Mit dem bereits durch die Renaissance beeinflussten Kirchenschiff aus der Mitte des 16. Jahrhunderts zwischen der wuchtigen romanischen Doppelturmfassade aus den ersten Jahrzehnten nach 1100 und dem spätgotischen, noch vorreformatorischen Chor prägt die Kirche das Stadtbild von Osterwieck.

## Geschichte
Die Kirche St. Stephani ist eine fünfjochige spätgotische Hallenkirche mit einem Westbau aus der Mitte des 12. Jahrhunderts und einem einschiffigen Chor mit Fünfachtelschluss. Nach einem Stadtbrand von 1511 wurden Chor und Langhaus vollständig erneuert. Das Langhaus wurde 1562 vollendet und geweiht und ist damit einer der frühesten protestantischen Kirchenbauten überhaupt. Die Türme wurden im 19. Jahrhundert erneuert. Restaurierungen fanden 1790, in der Mitte des 19. Jahrhunderts und seit 1990 statt.
Bis 1989 befanden sich Bausubstanz und Ausstattung der Kirche in sehr gefährdetem Zustand. Die Bürger der Stadt und Mitglieder der Kirchengemeinde sicherten zusammen mit vielen Freunden aus dem Nordharzer und Braunschweig-Wolfenbütteler Raum den weiteren Bestand der Kirche. Schon wenige Monate nach der Öffnung der innerdeutschen Grenze gründeten sie im März 1990 mit dem Kirchbauverein St. Stephani/Osterwieck einen der ersten damals noch „deutsch-deutschen“ Vereine. Seine fast 300 Mitglieder und die an den Verein ergangenen Spenden haben wesentlich zur Renovierung der Kirche beigetragen.
St. Stephani ist eine „Offene Kirche“ auf der Straße der Romanik Sachsen-Anhalts. Sie wird von etwa 20.000 Besuchern im Jahr aufgesucht.

## Architektur

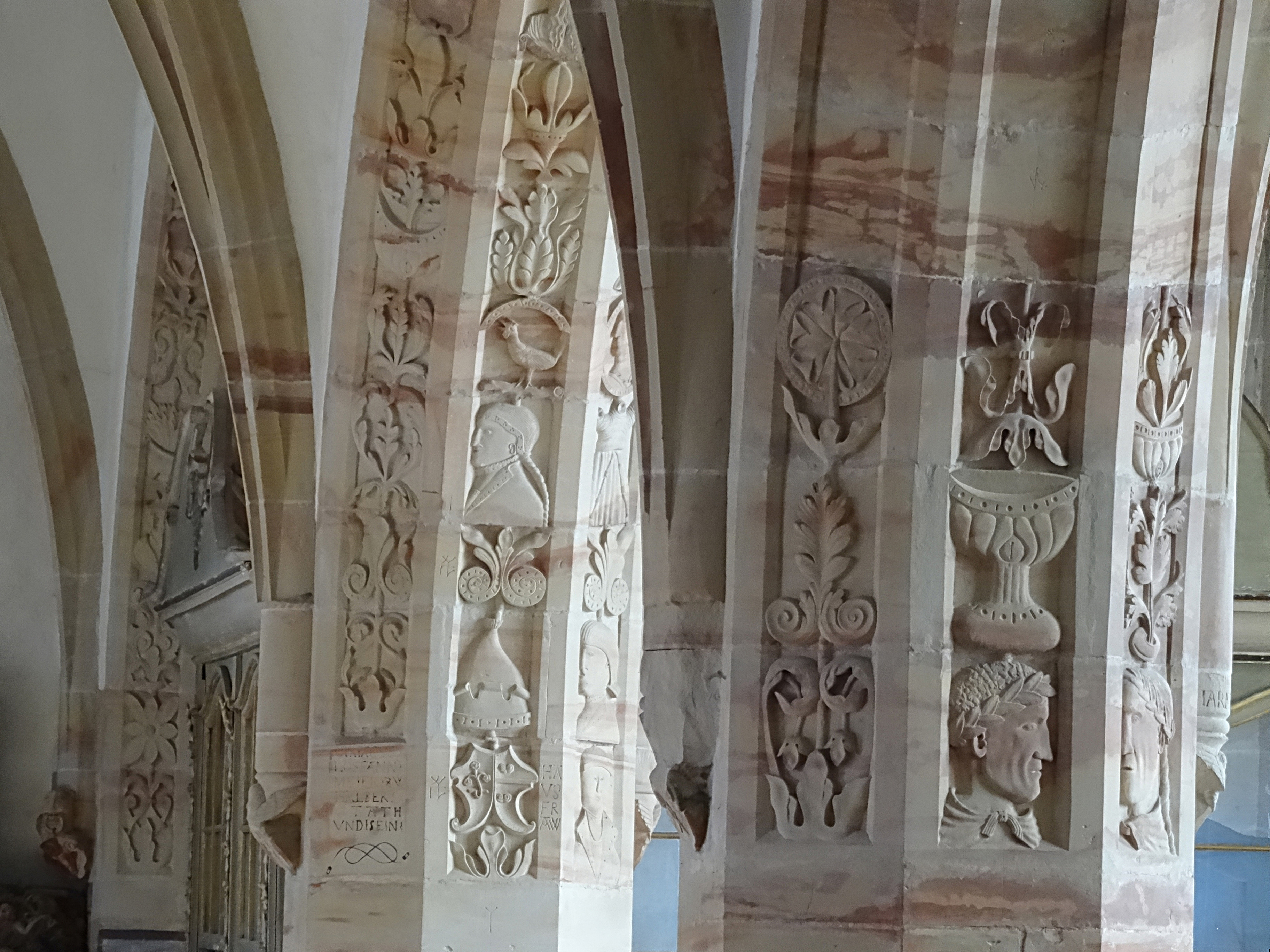
Reichverzierte Arkadenbögen

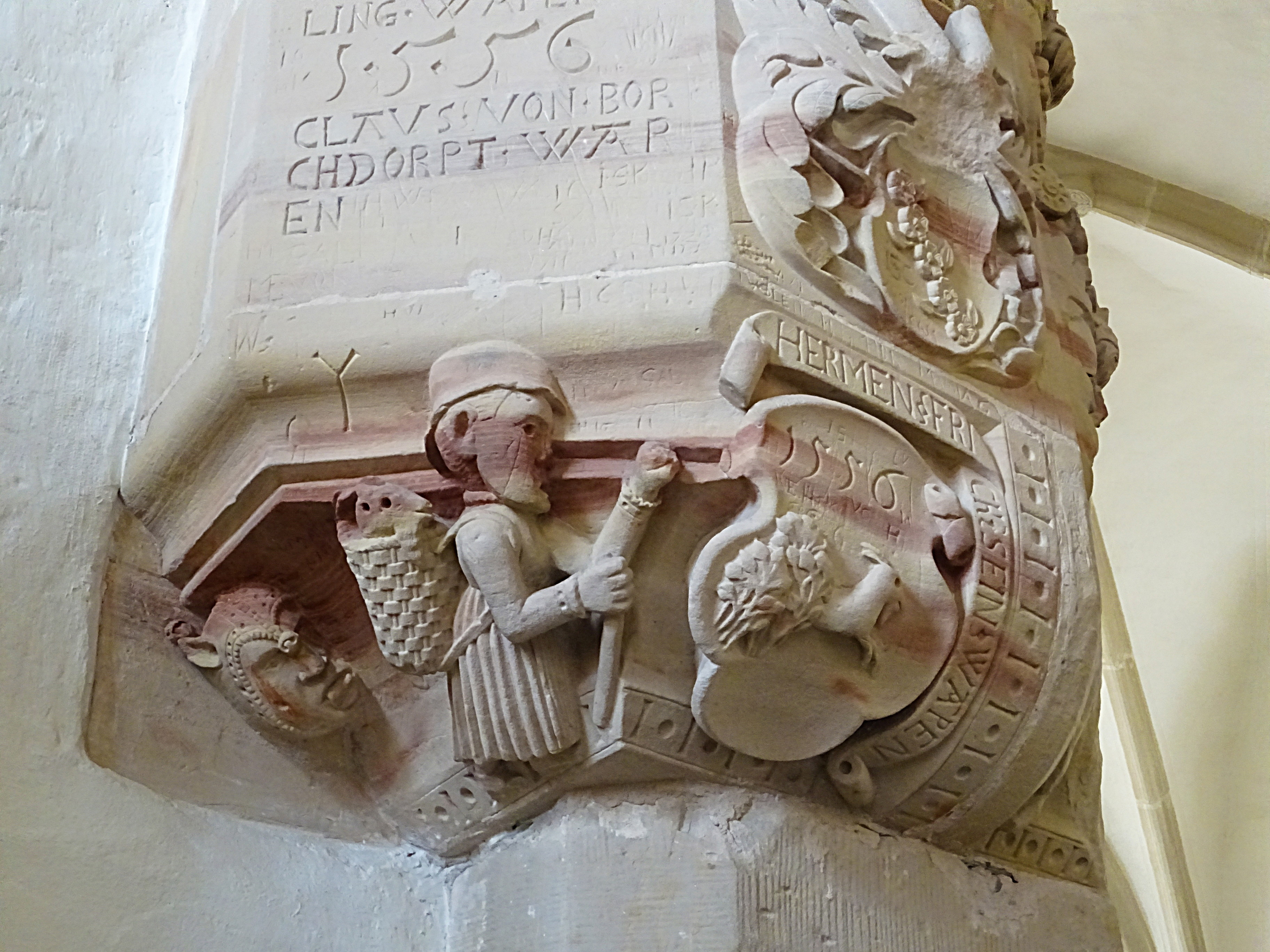
Steinmetz-Kunst

Die Außenansicht wird durch den eindrucksvollen, querrechteckigen Westbau und die hohen spätgotischen Maßwerkfenster im Kirchenschiff geprägt. Die Kirche ist wie die Oberkirche in Burg bei Magdeburg durch die Stadtkirchen in Magdeburg beeinflusst, die zum großen Teil im Zweiten Weltkrieg zerstört und danach abgetragen wurden.
Im Westbau ist ein dreifach gestuftes Rundbogenportal eingebaut. Auf der Südseite befinden sich zwei spätgotische Portale; das südöstliche ist sehr reich mit Stabwerk und Eselsrückenbogen gegliedert; das südwestliche ist mit Stab- und Astwerk gerahmt und auf 1552 datiert. Auf der Nordseite befinden sich ein weiteres Portal mit Vorhangbogen und die Sakristei von 1754 im Winkel zwischen Chor und nördlichem Seitenschiff.
Im Innern des Westbaus sind drei kreuzgratgewölbte Räume, der südliche ist durch den späteren Einbau einer Treppe verändert. Das Langhaus ist eine breit gelagerte Halle mit spitzbogigen Arkaden über achteckigen kämpferlosen Pfeilern. Sie bestimmen mit der Materialfarbigkeit des geflammten Schlanstedter Sandsteins den Raumeindruck mit. Langhaus und Chor sind einheitlich mit Kreuzrippengewölben gedeckt. Die Kreuzungspunkte der Rippen und die Scheitel der Gurtbögen sind durch Schlusssteine mit Rosettenkranz hervorgehoben.

## Ausstattung

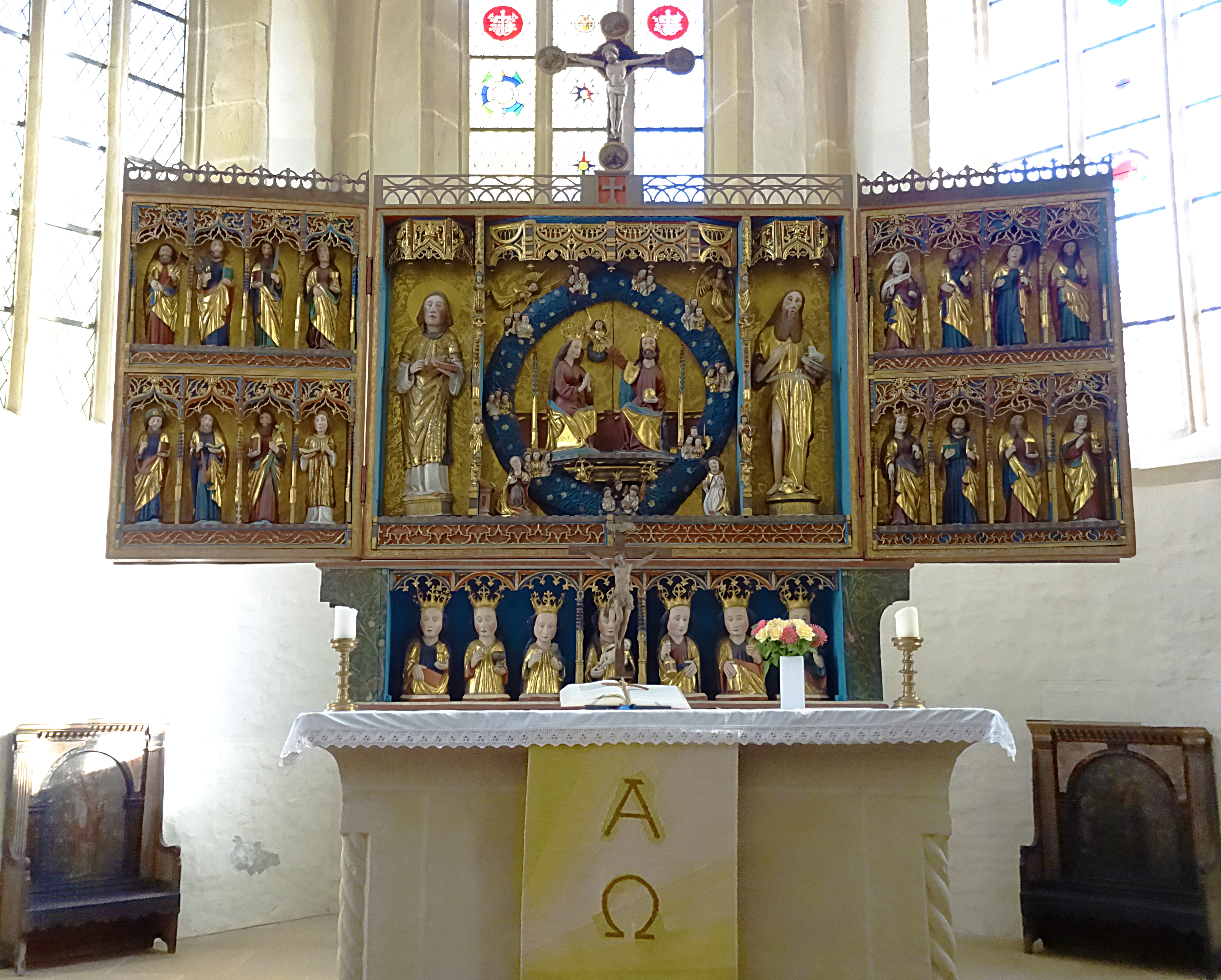
Spätgotischer Flügelaltar

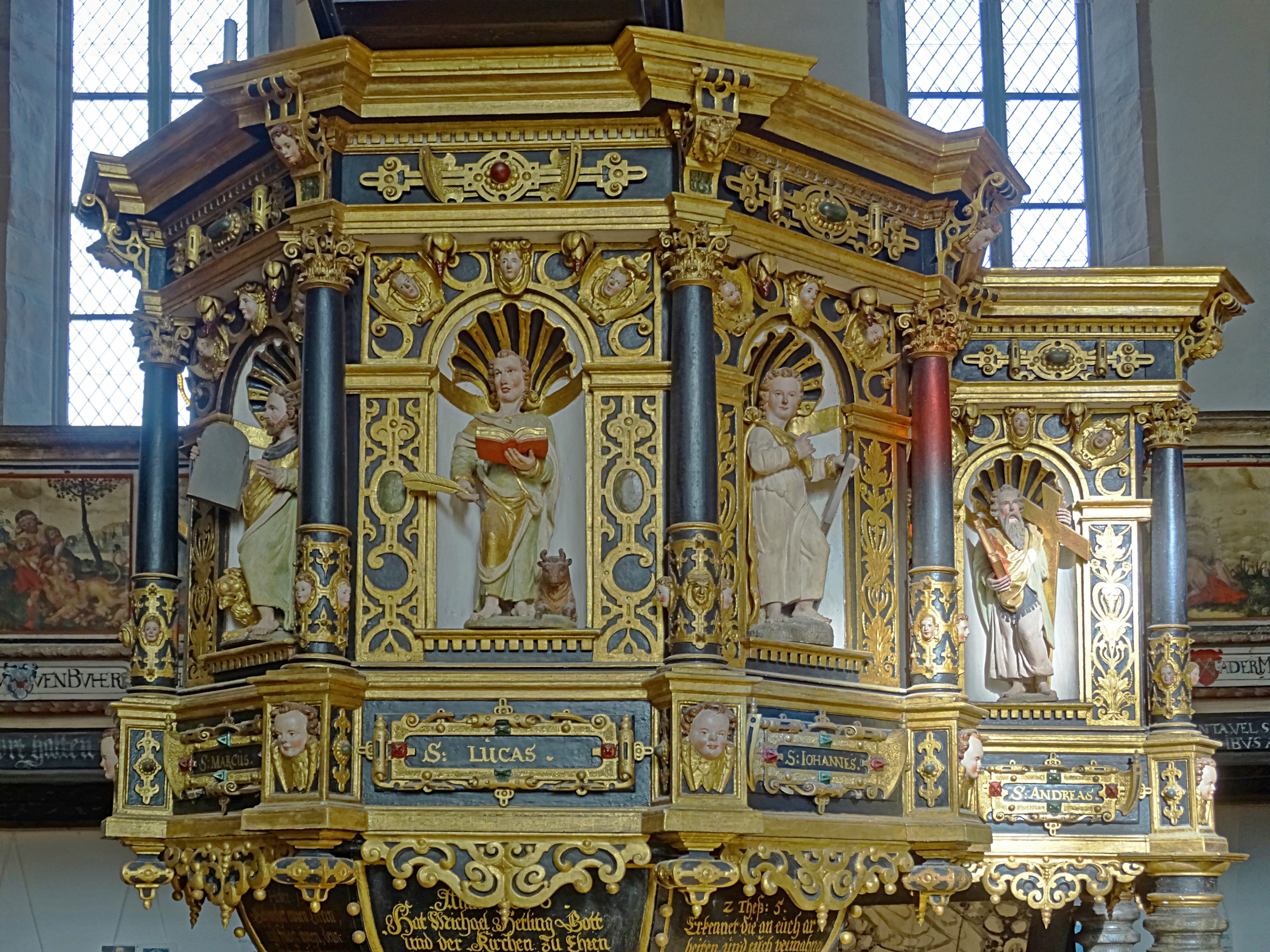
Renaissance-Kanzel

Das Hauptstück der Ausstattung ist ein spätgotisches Retabel aus der Zeit um 1480. Im Schrein ist die Marienkrönung, gerahmt von einem Wolkenkranz mit musizierenden Engeln flankiert von den Heiligen Stephanus und Johannes der Täufer dargestellt. In den Flügeln sind je acht Heilige in zwei Reihen übereinander mit wohlgestalteten Maßwerkbaldachinen angeordnet. Auf den Rückseiten der Flügel und den Innenseiten der Außenflügel sind qualitätvolle gemalte Darstellungen aus dem Leben Jesu vor landschaftlichem Hintergrund zu finden; die Malereien auf den Außenseiten sind nicht erhalten. In der Predella sind Büsten weiblicher Heiliger und Maria mit Kind dargestellt.
Aus dem Vorgängerbau wurde ebenfalls die bronzene Fünte aus der Zeit um 1300 übernommen. Das konische Becken mit drei Ornamentstreifen in Flachrelief wird von vier männlichen Figuren getragen.
Die reich geschnitzte Kanzel stammt von 1570 und wurde 1650 neu gefasst. Der polygonale Korb wird von einer Figur des Stephanus getragen. Zwischen Ecksäulen sind Figuren der Apostel in Nischen aufgestellt. Die Kanzel ist mit Roll- und Beschlagwerk geschmückt und besitzt einen kronenartigen Schalldeckel.
Das ebenfalls reich verzierte Chorgestühl ist eine Arbeit von 1620 in den Formen der Spätrenaissance mit ornamentierten Pilastern und rundbogigen Blendarkaden mit Zahnschnittfries. In den drei Ostfenstern sind gemalte Wappenscheiben des 17. und 18. Jahrhunderts erhalten. Zahlreiche Epitaphien und Grabmäler ergänzen die Ausstattung. Davon ist besonders das Epitaph für Ludolf von Rössing, das 1556 von Jürgen Spinrad aus Braunschweig geschaffen wurde, hervorzuheben. Weiter findet sich das Epitaph für J. von Weferling († 1613) und seiner Frau mit einem von gedrehten Säulen eingerahmtem Kreuzigungsrelief und dem anbetenden Ehepaar. Im südöstlichen Seitenschiffsjoch ist die Prieche der Frau von Gustedt aufgestellt. Drei Grabplatten zeigen die Verstorbenen († 1593, 1595 und 1607) ganzfigurig in ornamentierten Flachnischen.
Auf der Nordseite befindet sich eine hölzerne Empore von 1575 mit Gemälden des Alten Testaments auf der Brüstung, an die sich im östlichen Joch die Zunftempore von 1589 mit Gemälden aus dem Leben Jesu anschließt. Stilistisch ähnlich ist der Emporeneinbau im östlichen Joch des südlichen Seitenschiffs. Im Westen steht eine konvex geführte Empore mit Balusterbrüstung aus dem späten 17. Jahrhundert.

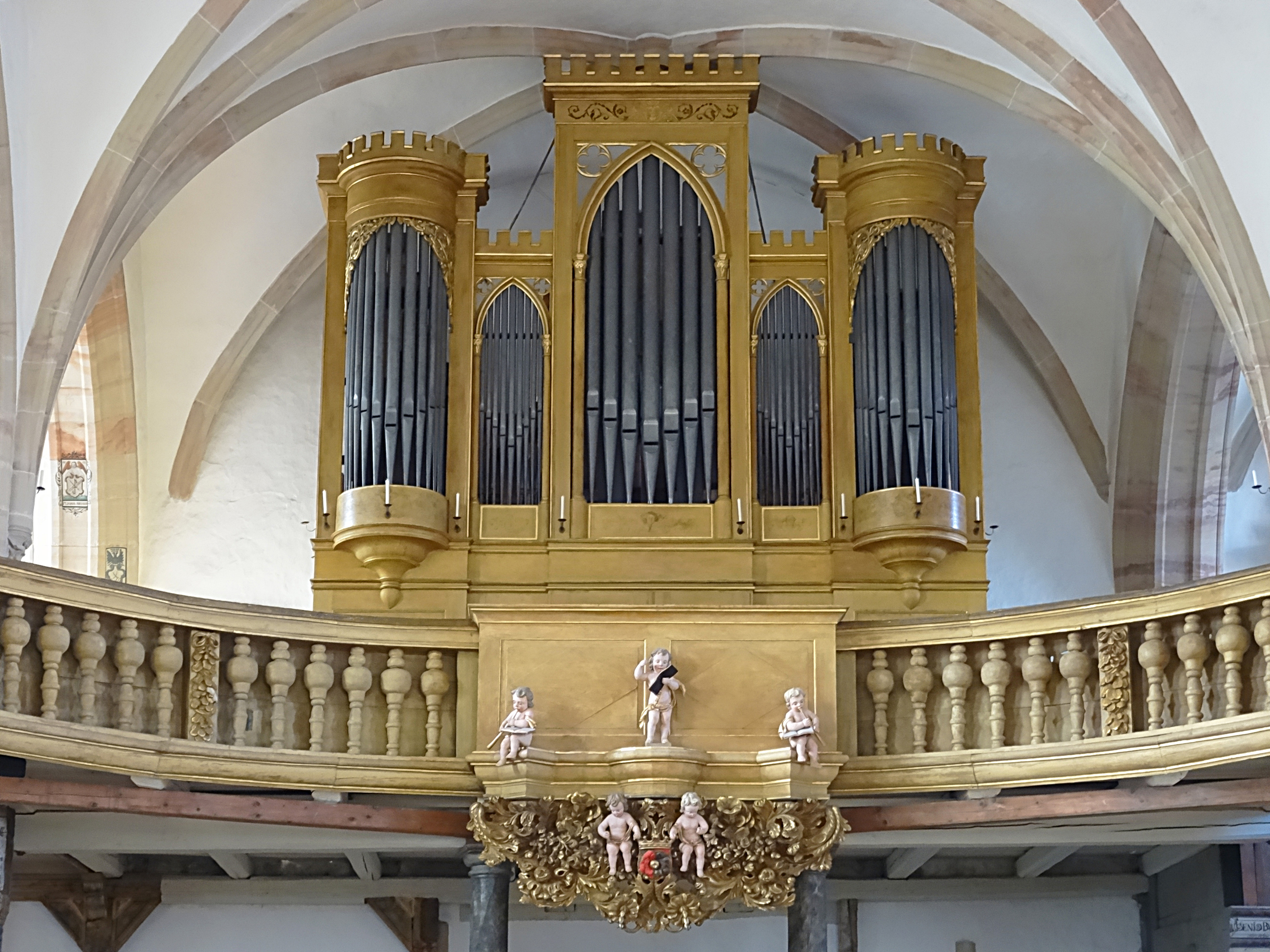
Prospekt der Voigt-Orgel

Die Orgel ist ein Werk von 1866/67 des Halberstädter Orgelbauers Carl Voigt. Das Schleifladen-Instrument hat 23 Register auf zwei Manualwerken und Pedal. Die Spiel- und Registertrakturen sind mechanisch.
| Hauptwerk C–f3 |       |  |
| Bordun         | 16′   |  |
| Principal      | 8′    |  |
| Hohlflöte      | 8′    |  |
| Viola di Gamba | 8′    |  |
| Octave         | 4′    |  |
| Quinte         | 2 ⁄3′ |  |
| Octave         | 2′    |  |
| Mixtur IV      | 2′    |  |
| Trompete       | 8′    |  |

| Nebenwerk C–f3  |       |  |
| Stillgedackt    | 16′   |  |
| Geigenprincipal | 8′    |  |
| Gamshorn        | 8′    |  |
| Flöte           | 8′    |  |
| Gedackt         | 8′    |  |
| Octave          | 4′    |  |
| Flöte           | 4′    |  |
| Octave          | 2′    |  |
| Sesquialtera II | 2 ⁄3′ |  |

| Pedalwerk C–d1 |     |  |
| Violon         | 16′ |  |
| Subbaß         | 16′ |  |
| Principalbaß   | 8′  |  |
| Gedackt        | 8′  |  |
| Posaune        | 16′ |  |

Koppeln
II/I, I/P